# ヤマハ・WR250R/X
WR250R/X（タブルアールにひゃくごじゅうアール/エックス）はヤマハ発動機製のトレールタイプのオートバイである。

## 概要
2007年の大阪・東京モーターサイクルショーで発表され、同年11月16日に両仕様とも発売された。メーカー型番は3D71（R）/3D72（X）。オフロードのR1を目指して作られた公道トレールで、排ガス規制に対応する為、4サイクル、電子制御燃料噴射装置など、先進の技術を多用している。名前こそレーサーと同じくWR250を名乗るが、エンジンから、フレームにいたるまで公道モデルとしてまったくの完全新設計である。
国内の公道モデルのトレールとしては初めてアルミフレームを採用。現在、日本で販売されている250ccトレールモデルのなかでは一線を越えたスペックを誇る。
WR250R/Xのデザインは、ヤマハ最初の市販オートバイや同社初のオフロードバイクなどのデザインを手がけたGKダイナミックスの手によるものである。「エルゴノミクス」「センターマス」「ミニマム」「ニュームーブメント」の4つのコンセプトからデザインされており、ライダーの意のままに操れる工夫やサイドカバーやテールなどに見られるような、今までのオフロードバイクの概念にとらわれない革新的なデザインとなっている。
WR250Rはトレールとしてオフロード用ブロックパターンのタイヤを、WR250Xはモタードとして前後17インチのホイールにオンロードタイヤを採用しているのがもっとも大きな外観上の違いである。また、フロントブレーキディスクの外径と内径（取り付け位置）、ブレーキのキャリパー形状、ブレーキピストンの大きさも違う。このため、RとXの前ホイールを交換する場合は、Fブレーキも交換することになる（フロントフォークのブレーキキャリパー取り付け部分の形状は同一）。
発売以降はカラーリング変更のみでモデルチェンジは行われず、両仕様とも2017年にメーカーより生産終了が公表されている。

## 開発までの経緯
「WR250Fの市販車を作る」という大きなコンセプトの下でWR250Rの開発が始まった。この目標に向けて開発陣がまず悩んだのが、純粋なレーサーと比べ、市販車は様々な「規制」があるということであり、例えばエンジンだけで見ても耐久性・燃費・騒音・ピックアップなど大きな違いがある。
当初はWR250Fのエンジンをそのまま流用するという案もあったが、これらの規制をクリアするのは多くの困難が伴った。中でも耐久性と騒音の観点で、市販車用として作り直すと、重く大きいため高コストとなってしまい、大きな無駄がでてしまう。結局エンジンは既成品の流用ではなく、完全新設計とすることが決まった。
その中でレーサーであるWR250Fに近づけるために、少しでも鋭く高回転型に、しかし市販車として誰が乗っても安全に高い耐久性を持たせるという相反する要素を高い次元で両立させなければならなかった。パワーをいくら出したところで乗りこなせなければ意味が無いが、安易にパワーを絞ってしまってもつまらないモデルになってしまう。その中でピークパワーを出しつつ、扱いやすくすることに重点が置かれた。

## 車両解説
77×53,6mmのビッグボア・ショートストロークエンジンの完全新設計エンジンを採用。国産トレール最高の31ps/10000rpmという高出力をたたき出している。それに加えトレールモデルらしい高い耐久性を実現している。シリンダヘッドカバーにマグネシウムを用いるなど、徹底的な軽量化とコンパクト化を計ることで、セロー250などが採用する空冷250cc単気筒エンジンよりも軽量・高出力となっている。
圧縮比は11.8:1という高圧縮エンジンであり、それに応じて燃料は「無鉛プレミアムガソリン」（高オクタン価ガソリン）指定となっている。
YZ-Fのフレームテクノロジーが活かされており、メインフレームに鍛造アルミ、その他にアルミ鋳造を採用。別体式のダウンチューブやシートレールには高張力鋼管を採用し高い剛性と柔軟性を両立した構成となっている。
サスペンションは46mmの大径インナーチューブを持つ倒立式フロントフォークを採用している。大きな衝撃にも耐えることのできる270mmのストロークや伸び側・圧側両方に減衰調整機構をもつフルアジャストタイプを採用している。
スイングアームはフロントからリアに向かったテーパ型で異型断面の素材を使用している。成型にはハイドロフォーミングという液圧による成型方法をとっており高い剛性とデザイン性を両立している。
ダウンドラフト・ストレート吸気を採用し、ポートを直線的に結び吸入空気を増やすことで充填効率を高めている。また大径吸気バルブにはチタンを用いることで軽量化を図り、優れたバルブ追従性とリフト量を達成している。